# Anthurium ovatifolium
Anthurium ovatifolium är en kallaväxtart som beskrevs av Adolf Engler. Anthurium ovatifolium ingår i släktet Anthurium och familjen kallaväxter. Inga underarter finns listade.